# 도요시키촌
도요시키촌(豊四季村)은 지바현 북서부, 히가시카쓰시카군에 속했던 촌이다.

## 역사
- 1889년 4월 1일 - 정촌제 시행에 의해 히가시카쓰시카군 도요시키촌이 성립하였다.
- 1914년 10월 10일 - 조합을 해산하고 지요다촌이 성립하여, 동일 도요시키촌은 폐지되었다.